# Siuts-Mühle
Die Siuts-Mühle ist ein zweistöckiger Galerie-Holländer in der Innenstadt von Wittmund in Niedersachsen. Die 1884 gebaute Mühle befindet sich an der Auricher Straße 11.

## Geschichte

### Frühe Geschichte
Im Jahr 1648, zum Ende des Dreißigjährigen Krieges, wird die „Königliche Finkenburger Mühle“, eine Bockwindmühle mit nur einem Mahlgang, erstmals urkundlich erwähnt. Sie gehörte dem jeweiligen Landesherren und wurde für den Betrieb verpachtet. Pächter damals war der Müller Otto Johansen, der 1667 noch einmal erwähnt wird. Danach setzt die Überlieferung erst 1771 wieder ein. Bis 1778 wechselten die Pächter vier Mal, dann pachtete Hedleff Siuts, der die Mühle bis 1810 bewirtschaftete und 1809 einen Peldegang einbaute.
Im Besitz der Familie Siuts befindet sich die Mühle seit dem 22. Mai 1845. Zu diesem Stichtag verkauften die vorherigen Besitzer, die Gebrüder Meenken, die Mühle an Weert Siuts, einen jungen Landwirtssohn aus Dohusen.
Doch natürlich begann die eigentliche Geschichte einer Mühle am jetzigen Standort bereits viel früher. Die Mühle befand sich bis zum Aussterben des ostfriesischen Fürstenhauses im Besitz des jeweiligen Landesherren. So wird die heutige Siuts-Mühle in alten Dokumenten als „Königliche Finkenburger Mühle“ aufgeführt, die Schriftstücke beginnen beispielsweise mit dem Satz: „Wir von Gottes Gnaden Georg Christian, Fürst zu Ostfriesland, Herr zu Esens, Stedesdorf und Wittmund“.
Nach dem Aussterben des ostfriesischen Fürstengeschlechtes, der Cirksenas, im Jahre 1744, hielt mit der Inbesitznahme Ostfrieslands durch den Preußenkönig Friedrich II preußisches Recht Einzug in Ostfriesland. Sodann hieß es: „von Gottes Gnaden, Friedrich, König von Preußen“. Gleichwohl verteidigten und behielten die Ostfriesen Teile ihres Rechtes, so auch auf dem Gebiet des Mühlenwesens. Hier erstritten sie sich das Recht der sog. „freien Mühlenfahrt“. Dieses gab den Ostfriesen das Recht, auf einer ihnen günstig gelegenen Mühle mahlen zu lassen.
Eigentümer einer Mühle konnte der jeweilige Pächter (Müller) indes nicht sein – dieses Privileg war den Herrschenden vorbehalten. Dies natürlich auch aus dem Grunde, als mit dem Betrieb einer Mühle Einnahmen erzielt werden konnten. Und dies nicht nur durch das Mahlen von Korn. Auch mussten die Nachbarn einer Mühle eine sog. „Windminderungssteuer“ entrichten – und dies noch bis in das letzte Jahrhundert hinein.
Die Pacht- und Besitzverhältnisse der ostfriesischen Mühlen lassen sich durch alte Dokumente, die sich im Niedersächsischen Landesarchiv (Standort Aurich) in Aurich befinden, nachvollziehen.

### Brand
Dass an der heutigen Auricher Straße in Wittmund ein zweistöckiger Galerie-Holländer steht (so wird dieser Mühlen-Typ bezeichnet), ist allerdings das Resultat eines tragischen Ereignisses: So schreibt der Anzeiger für Harlingerland am 5. Juli 1884:

„Sprützen rasch zur Stelle
Gestern Nachmittag entlud sich über unserem Flecken ein Gewitter, das neben dem langersehnten Regen aber viel Unglück brachte. Ein Blitzstrahl fuhr in die Siuts Mühle und entzündete die Kappe. Obgleich sofort Hülfe herbeieilte und die Sprützen rasch zur Stelle waren, konnte doch dem unglaublich rasch von oben nach unten sich verbreitenden Feuer kein Einhalt gethan werden und schon nach einer Stunde war die Mühle nur ein rauchender Trümmerhaufen.“

Die alte Bockwindmühle war durch Blitzschlag ein Opfer der Flammen geworden. Hiervon ließ sich der Besitzer Rainer Gerdes Siuts jedoch nicht entmutigen. Die neu wiederaufzubauende Mühle sollte allerdings nicht wieder als Bockwindmühle errichtet werden, sondern nunmehr als „Galerie-Höllander“. Der hierfür zu errichtende, steinerne Unterbau (das so genannte „Tafelment“), wurde durch den Wittmunder Bauunternehmer Rönitz errichtet. Dieser listet u. a. folgenden Materialbedarf auf:
- 100.000 Mauersteine
- 7 Tonnen Zement
- 100 Fuder Sand

Die Baukosten sollten sich auf 21.406 Mark belaufen.
Für den jetzt notwendigen, hölzernen Aufbau, verwendete man Teile einer in Norden abgebrochenen Sägemühle, deren Teile nach Wittmund transportiert wurden. So entstand an der Auricher Straße in Wittmund jenes Bauwerk, welches in seiner äußeren Erscheinungsform in nunmehr 125 Jahren zu einem der Wahrzeichen der Stadt geworden ist. Wiederum berichtete der Anzeiger für Harlingerland am 10. März 1885:

„Der Wiederaufbau der in Norden abgebrochenen Sägemühle an Stelle der im vorigen Sommer entzün-deten und total niedergebrannten Mehlmühle des Herrn R. Siuts hierselbst ist nun so weit gediehen, daß sie in eine Mahlmühle, mit mehreren Gängen umgewandelt, mit einem Mahlgang in Betrieb gesetzt werden kann, nachdem die Flügel angebracht wurden. Der umsichtigen und sicheren Leistung des Erbauers, des Mühlenzimmermeisters J. Siefken, ist es zu danken, daß dabei auch nicht einmal Unordnung, geschweige denn ein Unglück vorgekommen ist, was bei dem Abbrechen, dem Transporte und dem Zusammenfügen der, so ungemein schweren Hölzer, zumal bei den kurzen, halben und dunklen Tagen, an denen so leicht sich etwas hätte ereignen können.
(…) und es herrscht nun eine Stimme darüber, daß – was von der abgebrannten keineswegs behauptet werden konnte – die jetzige Mühle eine echte Zierde des Fleckens geworden ist. Möge sie neben der Freude darüber recht bald dem Erbauer den Schaden wieder auswetzen, den das Brandunglück ihm verursacht hat.“

### Wiederinbetriebnahme
Im März 1885 nahm die neu errichtete Mühle ihren Betrieb auf. Betrieben wurde die Mühle dann bis in das Jahr 1969 durch die Familie Siuts als da wären:
- Rainer Gerdes Siuts (bis 1887)
- Uptet Janßen und Reinhard Siuts
- Karl Hermann Siuts
- Upte Janßen Siuts

Unterbrochen wurde diese Reihe nur durch die Ereignisse des Zweiten Weltkrieges. Der Vater des letzten, aktiven Müllermeisters, Upte Siuts (Karl Siuts) war an der Ostfront vermisst, der Sohn noch zu jung um den Betrieb zu führen. Bis Upte Siuts die Ausbildung zum Müller-Meister im August 1961 abgelegt hatte, wurde der Betrieb im Wege der Verpachtung gesichert. Upte Siuts schrieb zur Übernahme des Betriebes:

„Bei der Übernahme der Mühle stand ich vor einem Torso. In der Mühle waren außer drei alten Waagen nichts mehr zu finden. Es fehlte alles – Sackkarren, Schaufeln, Gewichte, Säcke, Elektroaufzug und Reinigungsanlage. (…) Das Geschäft lief sehr gut an, aber mit den Auslieferungen begannen auch gleich die Schwierigkeiten. Die Landwirte kauften alle auf Kredit und Barzahlungen gab es keine.“

Schließlich, nach sechs Jahren als selbstständiger Müllermeister, verpachtete Upte Siuts den Betrieb dann von 1969 an den Landwarenhandel Wachtendorf, Carolinensiel. Als der eingesetzte Verwalter, Johann Coordes, im Jahr 1978 in den Ruhestand ging, verlängerte die Fa. Wachtendorf den Pachtvertrag nicht und so musste ein neuer Nutzungszweck gefunden werden.
Nach umfangreichen An- und Umbaumaßnahmen wurde die Mühle dann im Jahre 1982 ihrer heutigen Nutzung als Restaurant zugeführt. Die Mühle steht unter Denkmalschutz.